# Léo-Paul Richard
 (juillet 2017).
Si vous disposez d'ouvrages ou d'articles de référence ou si vous connaissez des sites web de qualité traitant du thème abordé ici, merci de compléter l'article en donnant les références utiles à sa vérifiabilité et en les liant à la section « Notes et références ».
Léo-Paul Richard, né en Lorraine en 1958, est un auteur français de nouvelles et de séries d'animation.

## Biographie
Après des études à l'école des Beaux-Arts de Nancy, Léo-Paul Richard exerce le métier d'animateur radio et réalise une série de films d'animation pour France 3.

## Œuvres
Léo-Paul Richard produit pour Les Ateliers de Création de Radio France :
- Les Copains des bords ;
- Éloge du chocolat ;
- Une vie commak (Frédéric Dard). Cette  série donne lieu à un CD commercialisé sous le titre Mémoire d'un Obsédé Textuel.

Léo-Paul Richard écrit aussi des nouvelles diffusées sur Radio France dans le cadre de l'émission Les Petits Polars de Sophie (Sophie Loubière) ainsi que des dramatiques diffusées sur France Inter dans le cadre des nuits (Nuit Noire, Nuit Blanche) produites par Patrick Liégibel :
- Un tunnel pour l'autre monde ;
- Escargots providence ;
- Vu à la télé.